# Setaigües
Setaigües (oficialment en castellà Siete Aguas i en xurro Setiauguas) és un municipi del País Valencià situat a la Foia de Bunyol, és l'últim municipi de la comarca que limita amb la Plana d'Utiel-Requena

## Geografia

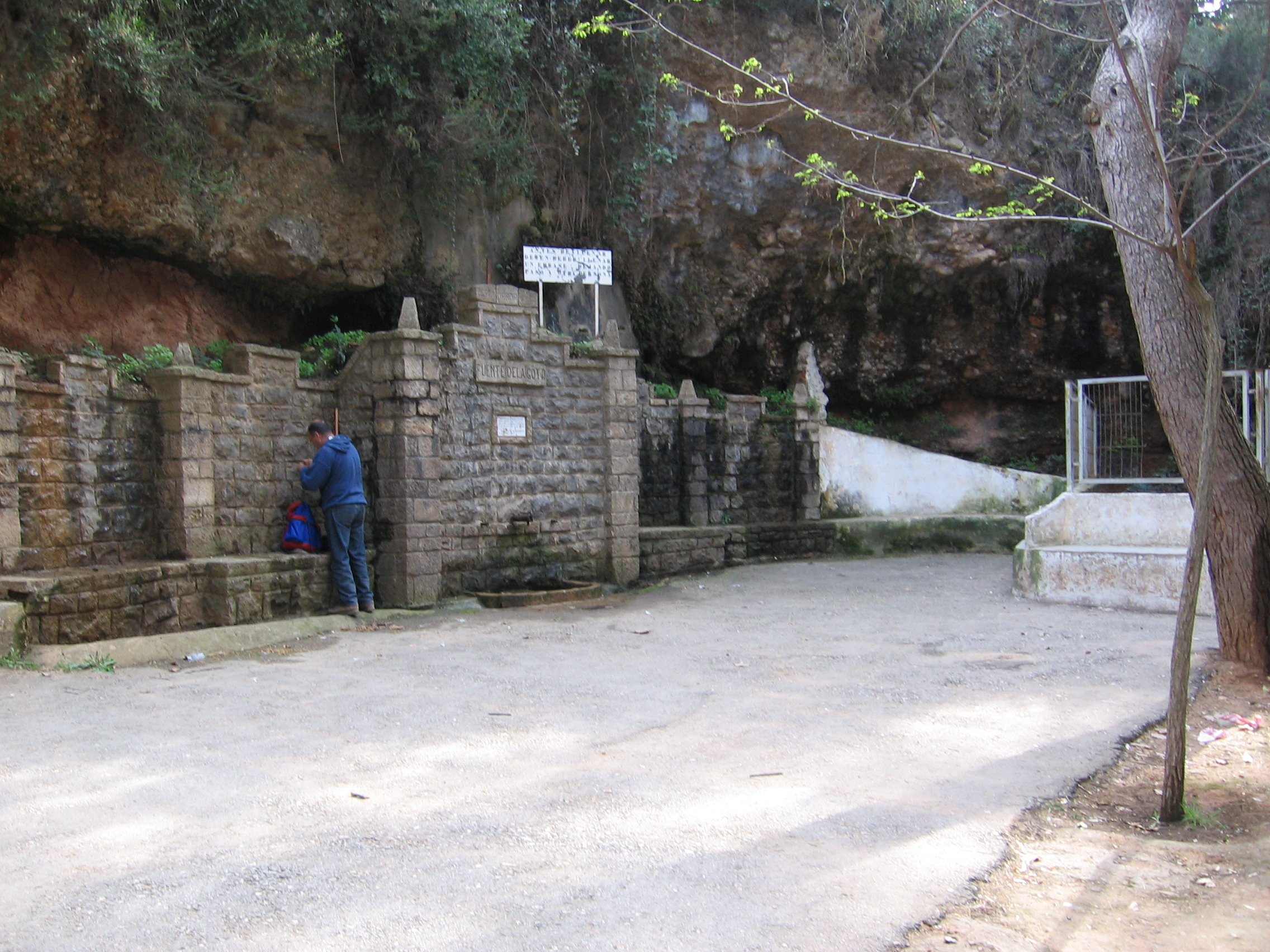
Font de la Gota, al terme municipal de Setaigües

Setaigües se situa en un terreny muntanyós que fita amb l'altiplà de Requena.
El relleu és irregular i molt accidentat. Les úniques zones planes es troben cap a l'oest i són una prolongació de la conca terciària que constituïx l'altiplà de Requena.
En la zona septentrional s'eleven diverses serres de nord-oest a sud-est. Pel nord-oest tanquen el terme les serres de Santa María i el pic del Tejo, amb altures superiors als 1.200 msnm (Peñarrubia de 977 m, l'Alt del Malén de 1.037 m i el Santa María, de 1.137 m), així com la serra de las Cabrillas. Pel sud, i formant límit natural amb el terme de Bunyol, es troba la Serra de Malacara, un relleu calcari que supera els 1.100 metres d'altitud, composta per materials cretacis amb el seu punt més elevat en el Pic Nevera, de 1.118 m. Tant la serra de las Cabrillas com la de Malacara tenen orientació ibèrica, i hi predominen plecs juràssics molt rics en fòssils.

### Municipis limítrofs
Limita amb Bunyol i Xiva (a la mateixa comarca); amb Xestalgar (a la comarca dels Serrans) i amb Xera i Requena (a la Plana d'Utiel).

## Història

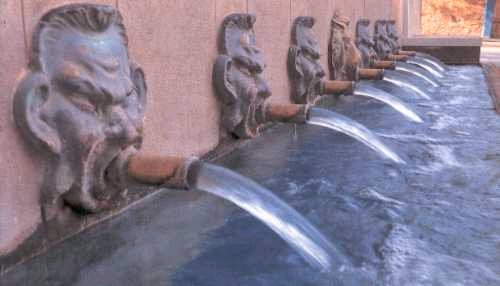
Los Siete Caños de la font

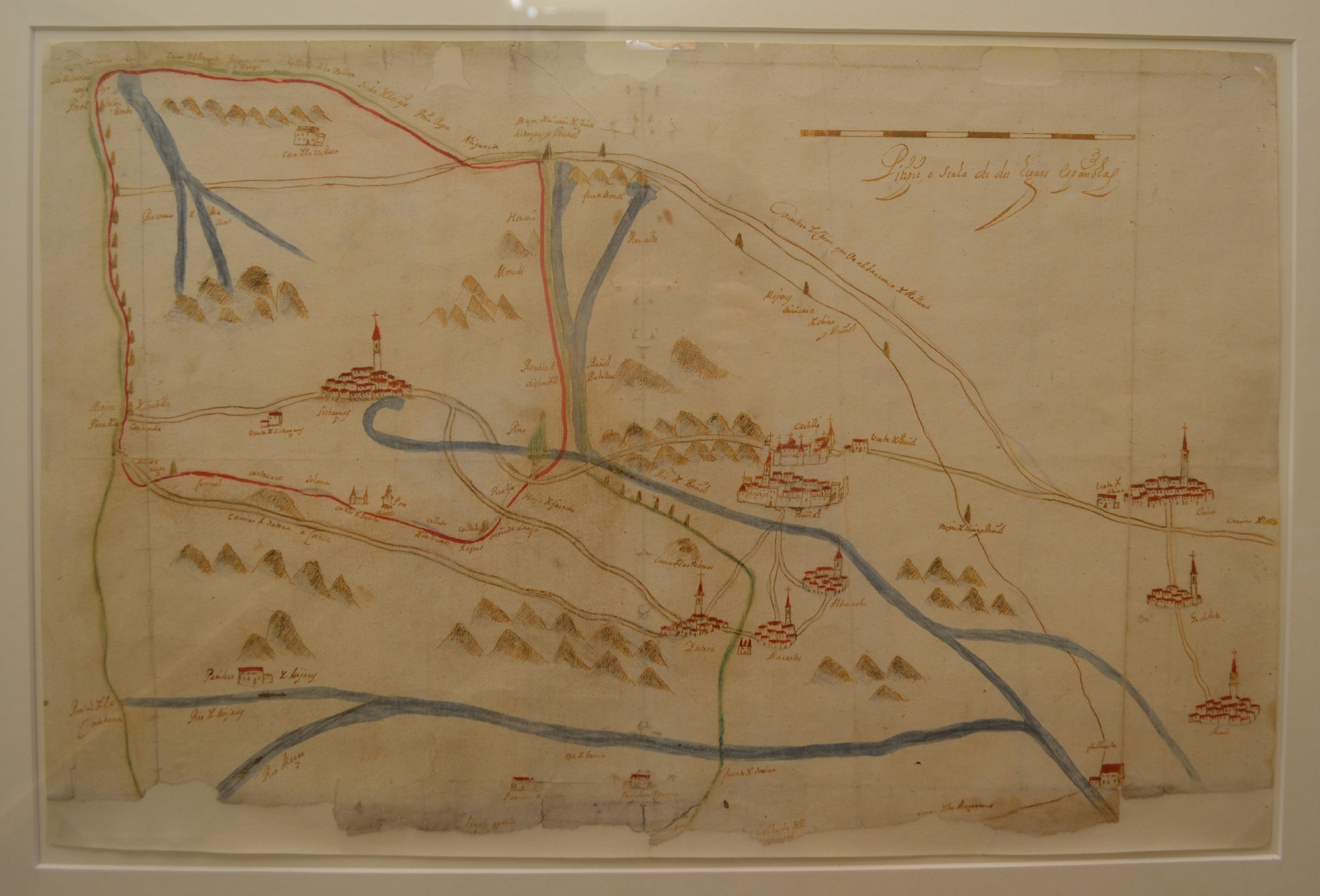
Mapa dels termes municipals de Setaigües, Bunyol, Xiva (Foia de Bunyol) i Macastre (1717)

Els jaciments neolítics del cim del Castellar, el del Castell de Raydon o el del Puntal del Capador donen fe del poblament del municipi des de temps immemorials. En època romana es varen establir en Setaigües soldats de Viriat (180 aC-139aC), però de la seua presència quasi no s'han conservat records arquitectònics. S'especula, perquè no està documentat, que aquells romans podrien haver-li donat el nom Septem Aquis, en al·lusió a la quantitat de fonts que brollen en la zona. Els visigots expulsaren Rodrigo Díaz de Vivar (aprox. 1043-1099) dels encontorns de Setaigües; de fet, està documentada, en 1102, l'estada de les seues despulles mortals en el castell del poble en el seu trànsit cap a Castella. Uns altres diuen que van ser els àrabs, que la denominaren Sebâ amantz, encara que tampoc no ha estat documentat i els que donaren entitat al lloc i a d'altres de la comarca que llavors no eren més que masies musulmanes dintre de l'aleshores enorme terme de Bunyol, com ara Macastre, Alboraig, Iàtova i Bunyol; també els records dels musulmans s'han enderrocat amb el pas del temps. Amb l'arribada i l'ocupació cristiana en el segle xiii, el rei Jaume I decidí, probablement, expulsar la població musulmana i donar el senyoriu a Berenguel·la i Pere Ferrandis.
El 18 d'agost de 1260 Berenguel·la i el seu fill, l'infant Pere Ferrandis, van donar el lloc a poblar a Miquel Peris de Portaguerra, qui va instal·lar-s'hi amb altres 30 cavallers catalans i aragonesos. En 1304 fon adquirida per Jaume II (1299-1327) per al seu fill Alfons, de qui va passar, per herència, al comte d'Urgell, l'infant Pere. El Compromís de Casp va determinar el retorn a la Corona (29 de novembre de 1413) fins al 1425, quan va passar a mans de Berenguer Mercader. Posteriorment el senyoriu dels Mercader esdevingué comtat, el comtat de Bunyol, fins a l'abolició dels senyorius per les Corts de Cadis en 1812. Durant la Guerra de Successió Espanyola, Setaigües va fer costat a l'arxiduc, una posició que li va costar el saqueig de les tropes del borbó Felip V en 1706. Durant les guerres carlines la població fon escenari de múltiples afusellaments per part de les forces de Forcadell.

## Demografia
| 1990  | 1992  | 1994  | 1996  | 1998  | 2000  | 2002  | 2004  | 2006  | 2007  | 2011  |
| ----- | ----- | ----- | ----- | ----- | ----- | ----- | ----- | ----- | ----- | ----- |
| 1.211 | 1.067 | 1.075 | 1.074 | 1.062 | 1.282 | 1.206 | 1.232 | 1.256 | 1.349 | 1.486 |

## Economia
Basada tradicionalment en l'agricultura, la complexitat de la seua orografia fa que només unes 2.500 hectàrees siguen cultivables en secà i unes 32 hectàrees de regadiu. El clima i l'escassetat de pluges permet una producció agrícola molt diversificada.
En el secà predomina el cultiu de la vinya, amb les varietats Bobal, Macabeu, Merseguera i Malvasia, que donen lloc a l'obtenció d'extraordinaris vins d'agulla natural.

## Política i Govern

### Composició de la Corporació Municipal
El Ple de l'Ajuntament està format per 9 regidors. En les eleccions municipals de 26 de maig de 2019 foren elegits 5 regidors del Partit Socialista del País Valencià (PSPV-PSOE) i 4 del Partit Popular (PP).
| Eleccions municipals de 26 de maig de 2019 - Setaigües                                                                         |                                          |                                     |                                     |      |          |          |
| Candidatura | Candidatura                              | Candidatura                         | Cap de llista                       | Vots | Vots     | Regidors |
| | Partit Socialista del País Valencià-PSOE |                                     | Teresa Hernández Requena            | 367  | 45,99%   | 5 (+1)   |
| | Partit Popular                           |                                     | Gema López Zahonero                 | 288  | 36,09%   | 4 ()     |
| | Altres candidatures                      |                                     |                                     | 135  | 16,92%   | 0 ( -1)  |
| | Vots en blanc                            |                                     |                                     | 8    | 1,00%    |          |
| Total vots vàlids i regidors                                                                                                   | Total vots vàlids i regidors             | Total vots vàlids i regidors        | Total vots vàlids i regidors        | 798  | 100 %    | 9        |
| | Vots nuls                                | Vots nuls                           | Vots nuls                           | 4    | 0,50%    |          |
| Participació (vots vàlids més nuls)                                                                                            | Participació (vots vàlids més nuls)      | Participació (vots vàlids més nuls) | Participació (vots vàlids més nuls) | 802  | 84,33%** |          |
| Abstenció | Abstenció                                | Abstenció                           | Abstenció                           | 149* | 15,67%** |          |
| Total cens electoral | Total cens electoral                     | Total cens electoral                | Total cens electoral                | 951* | 100 %**  |          |
| Alcalde: Teresa Hernández Requena (PSPV) (15/06/2019) Per majoria absoluta dels vots dels regidors (5 vots de PSPV)            |                                          |                                     |                                     |      |          |          |
| Fonts: JEC, JEZ Requena, M. Interior, Periòdic Ara. (* No són vots sinó electors. ** Percentatge respecte del cens electoral.) |                                          |                                     |                                     |      |          |          |

### Alcaldes
Des de 2019 l'alcaldessa de Setaigües és Teresa Hernández Requena, del Partit Socialista del País Valencià (PSPV-PSOE).
| Període                       | Alcalde o alcaldessa                               | Partit polític | Data de possessió     | Observacions |
| ----------------------------- | -------------------------------------------------- | -------------- | --------------------- | ------------ |
| 1979–1983                     | Agapito Mas Tarín                                  | PSPV-PSOE      | 19/04/1979            | --           |
| 1983–1987                     | Agustín García Martínez                            | PSPV-PSOE      | 28/05/1983            | --           |
| 1987–1991                     | Agapito Mas Tarín                                  | PSPV-PSOE      | 30/06/1987            | --           |
| 1991–1995                     | Guillermo Zahonero Rodríguez                       | UV             | 15/06/1991            | --           |
| 1995–1999                     | Guillermo Zahonero Rodríguez                       | UV-CCV         | 17/06/1995            | --           |
| 1999–2003                     | Guillermo Zahonero Rodríguez Serafín Requena Gómez | PP             | 03/07/1999 29/04/2003 | Defunció --  |
| 2003–2007                     | Rafael Zahonero Ferrer                             | PP             | 14/06/2003            | --           |
| 2007–2011                     | Rafael Zahonero Ferrer                             | PP             | 16/06/2007            | --           |
| 2011–2015                     | Daniel Zahonero Abril                              | PSPV-PSOE      | 11/06/2011            | --           |
| 2015–2019                     | Santiago Mas Sánchez                               | PSPV-PSOE      | 13/06/2015            | --           |
| 2019-2023                     | Teresa Hernández Requena                           | PSPV-PSOE      | 15/06/2019            | --           |
| Des de 2023                   | n/d                                                | n/d            | 17/06/2023            | --           |
| Fonts: Generalitat Valenciana |                                                    |                |                       |              |

## Monuments

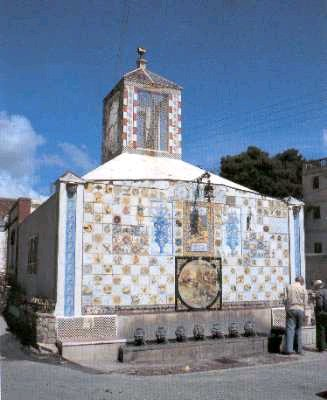
Font de Los Siete Caños

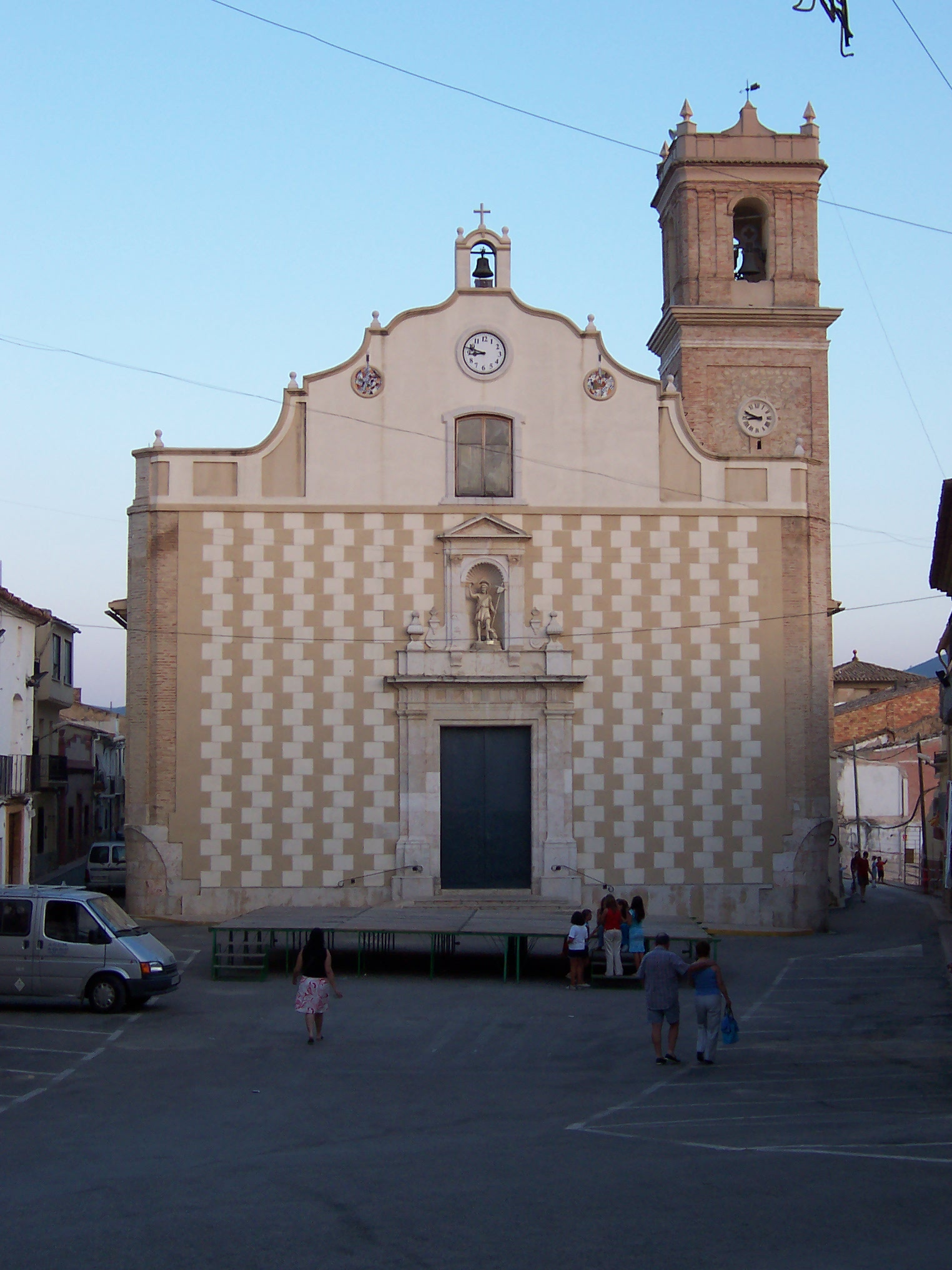
Església de Sant Joan Baptista

### Monuments religiosos

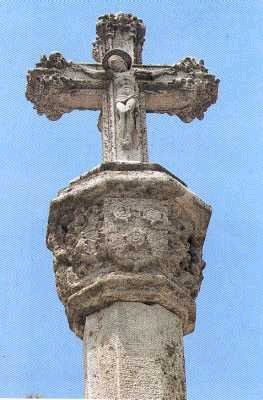
Creu Pairal

- Església de Sant Joan Baptista. Construïda entre els anys 1780 i 1794, és d'estil renaixentiste i conté una bona col·lecció d'imatges religioses.
- Creu Pairal. D'estil gòtic, fins a 1851 (any de la incorporació de la Plana d'Utiel-Requena al País Valencià) feia de frontera entre Castella i terres valencianes.
- Ermita de Sant Blai.

### Monuments civils
- Castell. Musulmà. Totalment desaparegut engolit per les cases actuals, dels seus edificis originals només se'n conserva la Casa de Postes.
- Muralla. D'origen romà, les escasses restes estan integrades en les cases del poble.
- Torre del Mojón o de la Contienda. Restes d'una torre de guaita fronterera entre els dos antics regnes.
- Font de Los Siete Caños. La més coneguda de totes per trobar-se en el nucli urbà i ubicar-se en una construcció peculiar.
- Museu Municipal. Conté material paleontològic trobat al terme municipal.
- Masia de Venta Quemada.

## Llocs d'interés
- Serra de Malacara. Amb les altures més elevades en el Pic de la Nevera (1.118 m) i del Tejo (1.250 m).
- Fonts. A Setaigües es comptabilitzen més de 100 fonts repartides pel terme municipal, que poden ser visitades seguint la Ruta de les Fonts. Destaquen les fonts de la Gota, del Retiro, la Tejería o del Papán, etc.
- Ombria del Fresnal-Villingordo. Paratge natural que conserva una extensa fauna amenaçada, com ara el teixó, el gat salvatge, la rabosa, l'àguila perdiuera, la farda, l'eriçó, o la cabra salvatge, entre moltes altres espècies cinegètiques.

## Festes i celebracions
Les Festes patronals tenen lloc el 24 de juny en honor de Sant Joan Baptista. Hi ha revetles, ofrenes, espectacles i castell de focs artificials.
Del 3 al 6 d'agost se celebren les festes en honor del Crist dels Afligits; i del 12 al 16 d'agost les de l'Assumpció de la nostra Senyora.

## Esport

### Gran Fons Internacional de Setaigües
Destaca el Gran Fons Internacional de Setaigües que es realitza a l'agost. Es tracta d'una carrera popular on concorren tant atletes amateurs com els millors atletes internacionals del moment en un marc incomparable de bellesa i duresa que fan de la prova una de les més belles del calendari internacional de proves de fons en carretera. La carrera discorre per un circuit asfaltat de 15.150 m.

### Senderisme
Pel seu terme transcorre part del sender de gran recorregut GR 7.